# Агостино Баси
Агостино Баси (на италиански: Agostino Bassi) е италиански естествоизпитател, ентомолог и паразитолог, един от първопроходците на микробиологията. Той открива, че мускардиновата болест по копринените буби се причинява от жив организъм – микроскопична гъба, която той нарича Botrytis paradoxa и която по-късно ще бъде наречена Beauveria bassiana в негова чест. Баси предшества Луи Пастьор и Робърт Кох в привеждането на доказателства, че заразните заболявания се предизвикват от патогенни микроорганизми и предлага мерки за превенция срещу разпространението на заразите като дезинфекция, поддържане на чистота в помещенията и изолация на болните популации.
През 1844 г. в капиталния си труд „За заразите като цяло“ (на италиански: Del contagio in generale) Баси излага идеята, че заразните болести при растенията и животните, но също и при хората, като например морбили, сифилис и чума, се причиняват от други живи микроорганизми.

## Галерия
- Паметна плоча на улица „Паоло Горини“ № 28 в Лоди, Италия, където е живял Агостино Баси
- Църквата Свети Франциск в Лоди, Италия, където е погребан Агостино Баси
- Гробът на Агостино Баси в църквата Свети Франциск, Лоди, Италия